# Lista de Membros Correspondentes da Academia Brasileira de Ciências Empossados em 1973
Esta lista contém os nomes dos membros correspondentes da Academia Brasileira de Ciências empossados em 1973. 
| Imagem | Nome        | Datas de nascimento e falecimento | Local de nascimento | Área de especialização | Alma mater | Data de posse       | Conhecido por | Referências |
| ------ | ----------- | --------------------------------- | ------------------- | ---------------------- | ---------- | ------------------- | ------------- | ----------- |
|        | Shichi Aiba | 20 de setembro de 1923            |                     | Ciências Químicas      |            | 27 de março de 1973 |               | [ 2 ]       |